# 7141 Bettarini
7141 Bettarini este un asteroid din centura principală de asteroizi.

## Descriere
7141 Bettarini este un asteroid din centura principală de asteroizi. A fost descoperit pe 12 martie 1994 la Cima Ekar de Andrea Boattini și Maura Tombelli. Asteroidul prezintă o orbită caracterizată de o semiaxă mare de 2,78 ua, o excentricitate de 0,09 și o înclinație de 9,9° în raport cu ecliptica.